# Kostel svatého Petra a Pavla (Broumov)
Kostel svatého Petra a Pavla v Broumově byl založen pravděpodobně již při vzniku města ve 13. století. Stojí při západní straně bývalých městských hradeb. Je chráněn jako kulturní památka České republiky.

## Historie
V roce 1258 je kostel uveden v listině pražského biskupa Jana III., kde uděluje podací právo ke kostelu opatovi broumovského kláštera Martinu I. Roku 1452 kostel vyhořel, obnoven byl o čtyři roky později. Vysoká hranolová věž je z roku 1477. V roce 1682 nechal do dnešní podoby kostel přestavět opat Tomáš Sartorius. V roce 1891 byl kostel poškozen požárem, při obnově provedl broumovský malíř Adolf Tinzmann novorenesanční výmalbu stropu a interiéru.

## Architektura
Kostel je trojlodní stavba s vysokou hranolovou čtyřpatrovou věží čtvercového půdorysu. Věž je zakončena osmihrannou helmicí s lucernou a malou bání. Presbytář kostela je podlouhlý, pravoúhlý a je v něm kaple svatého Antonína Paduánského. Šestiboká sakristie je v ose presbytáře.

## Interiér
Iluzivní hlavní oltář s obrazem Rozchod sv. Petra a Pavla z roku 1765 je od Josefa Hagera.

## Okolí kostela
V hradební zdi naproti hlavnímu vchodu kostela jsou zazděny náhrobníky ze 16. a 17. století, které sem byly přeneseny při zrušení hřbitova v roce 1780. Sousední fara je zčásti tvořena bývalou hradební věží.

## Bohoslužby
Bohoslužby se konají čtyřikrát týdně.

## Galerie

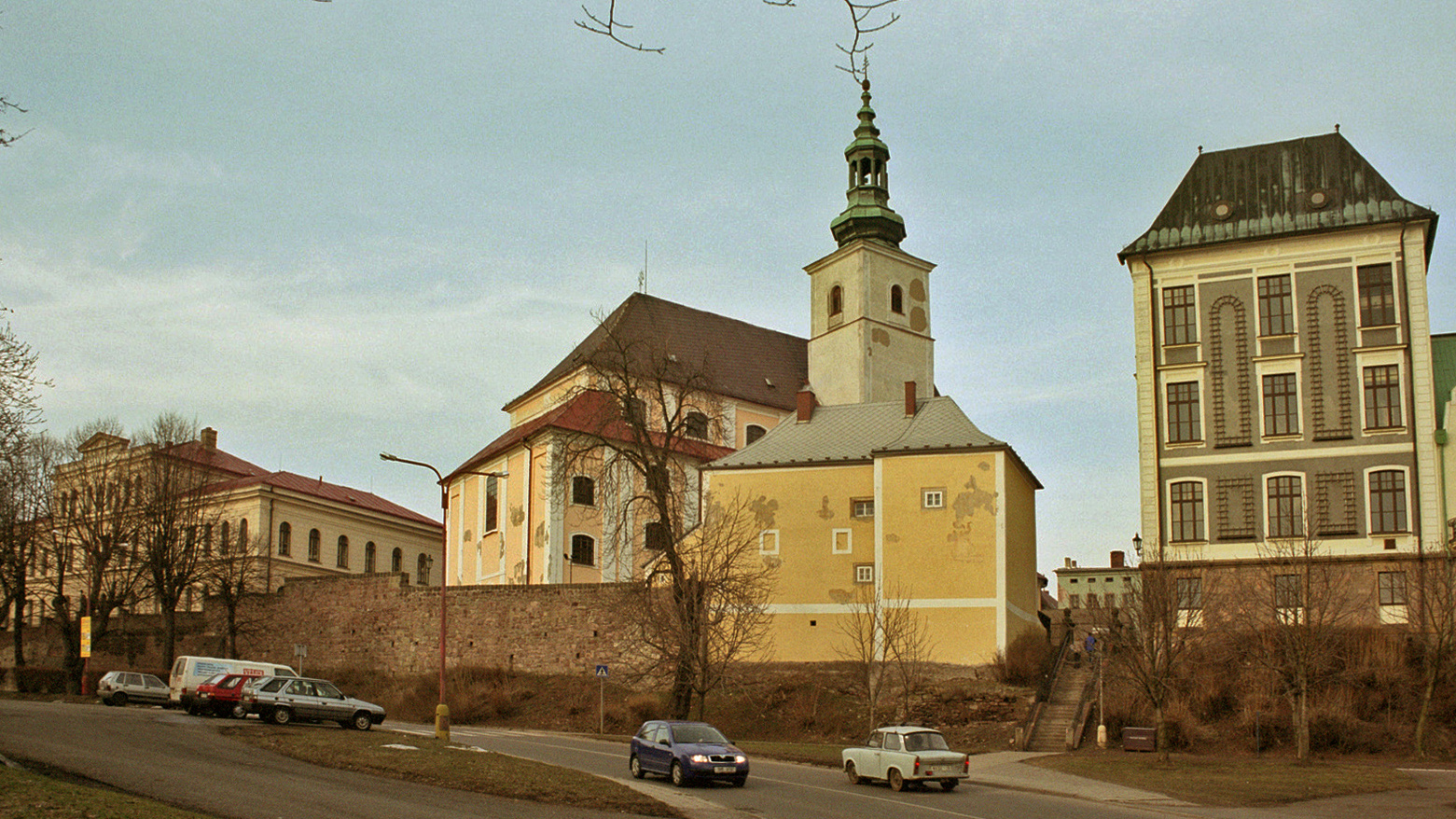
Kostel svatého Petra a Pavla
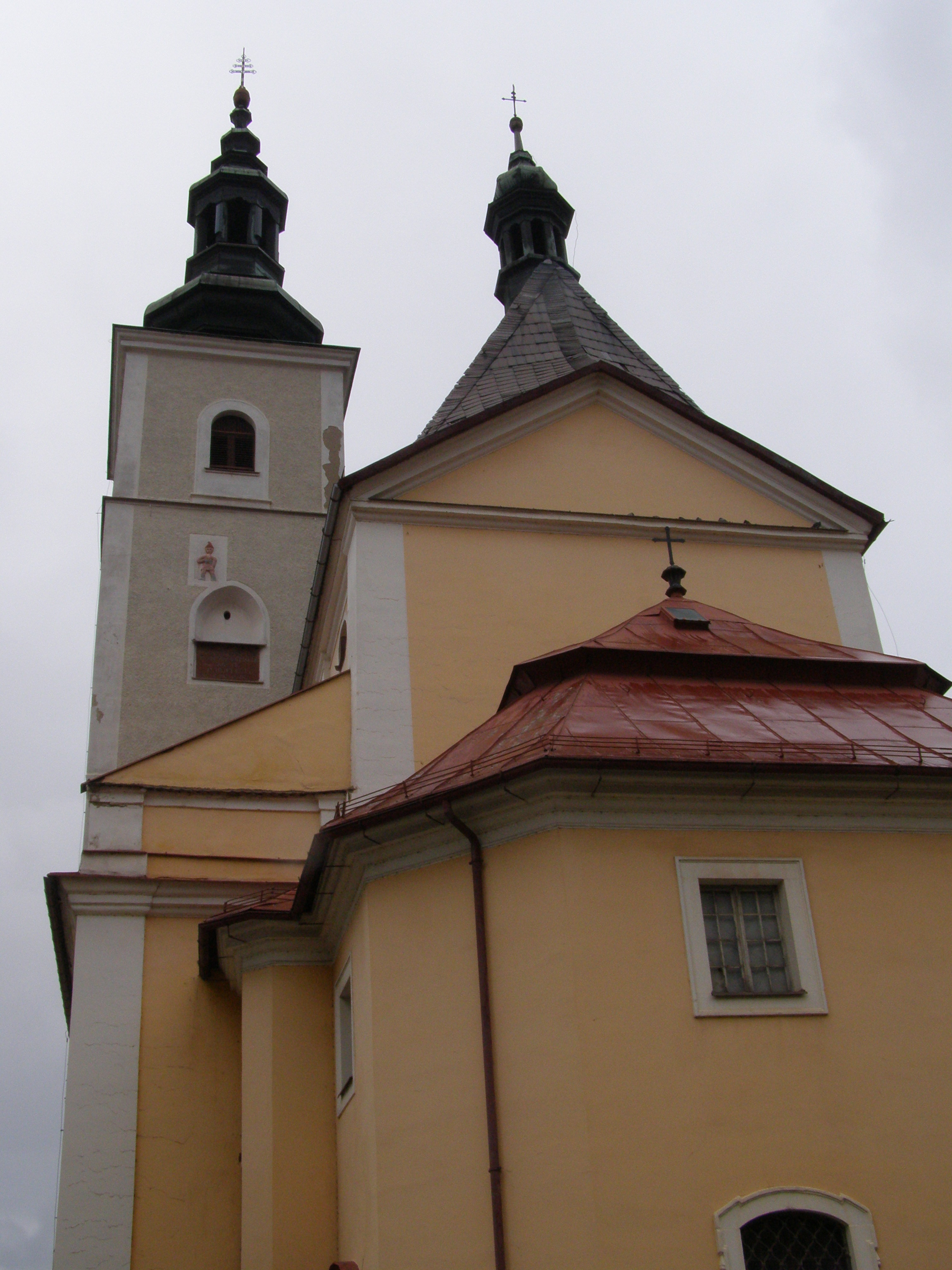
Kostel sv. Petra a Pavla
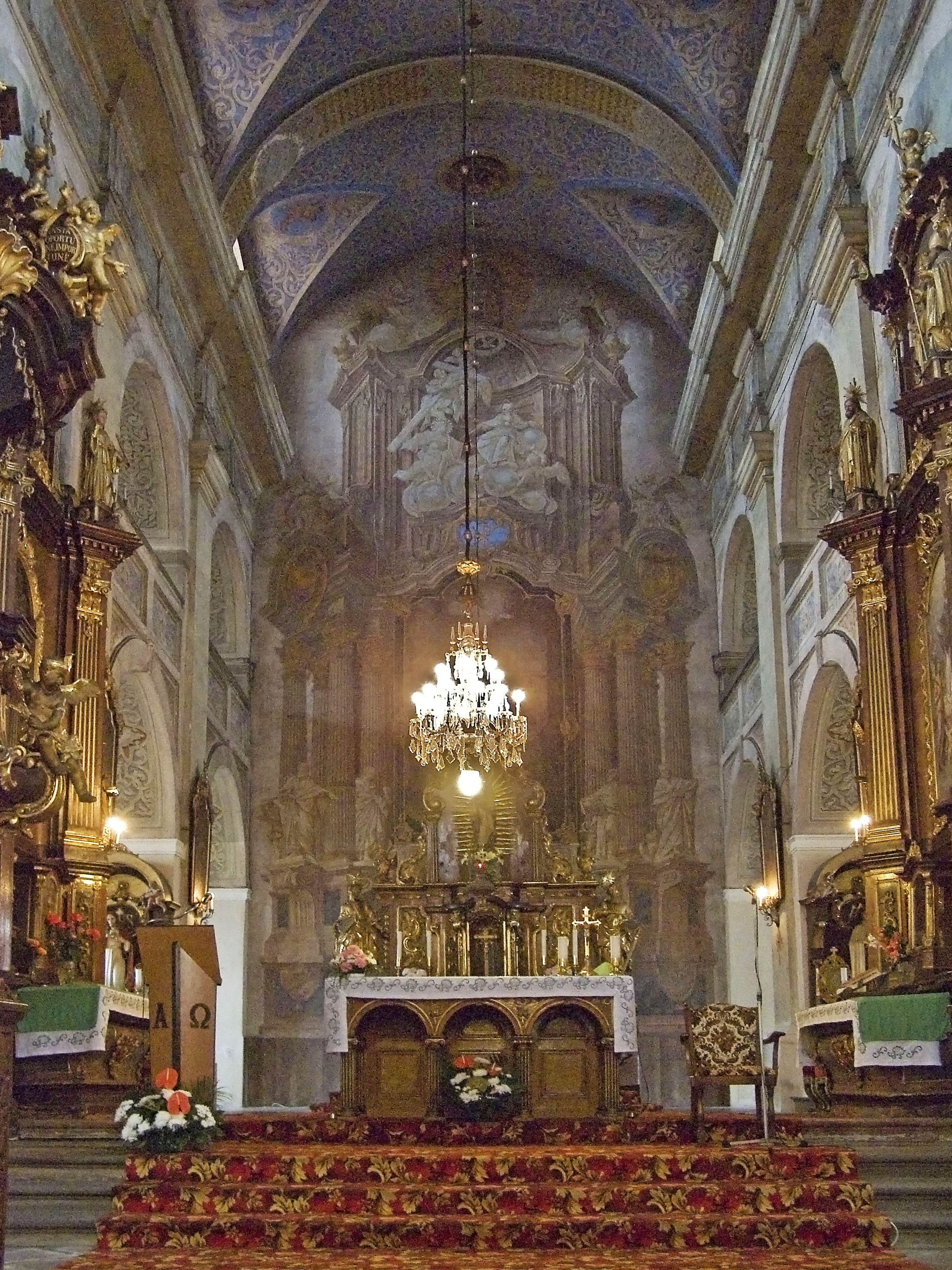
Oltář
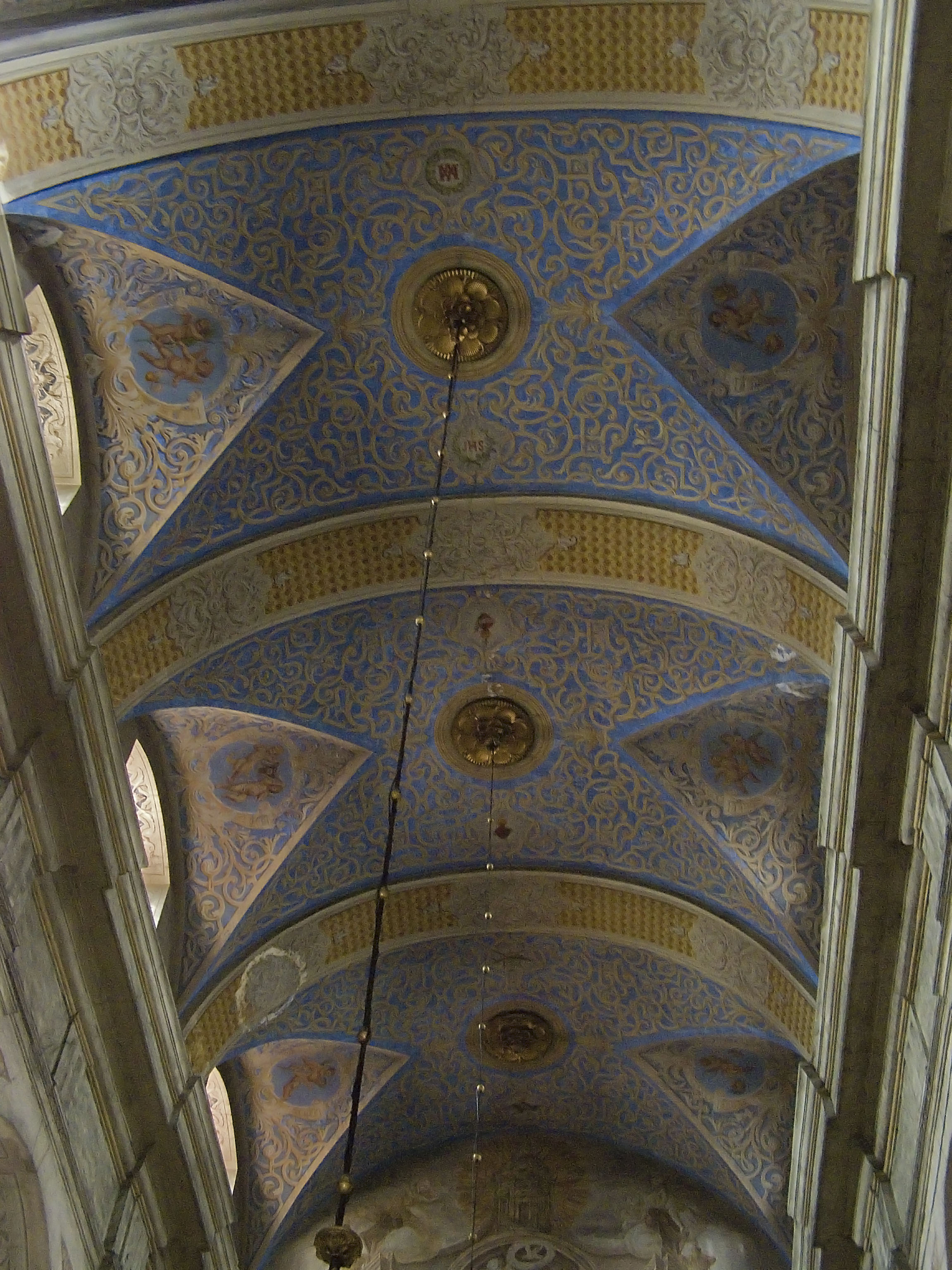
Klenba
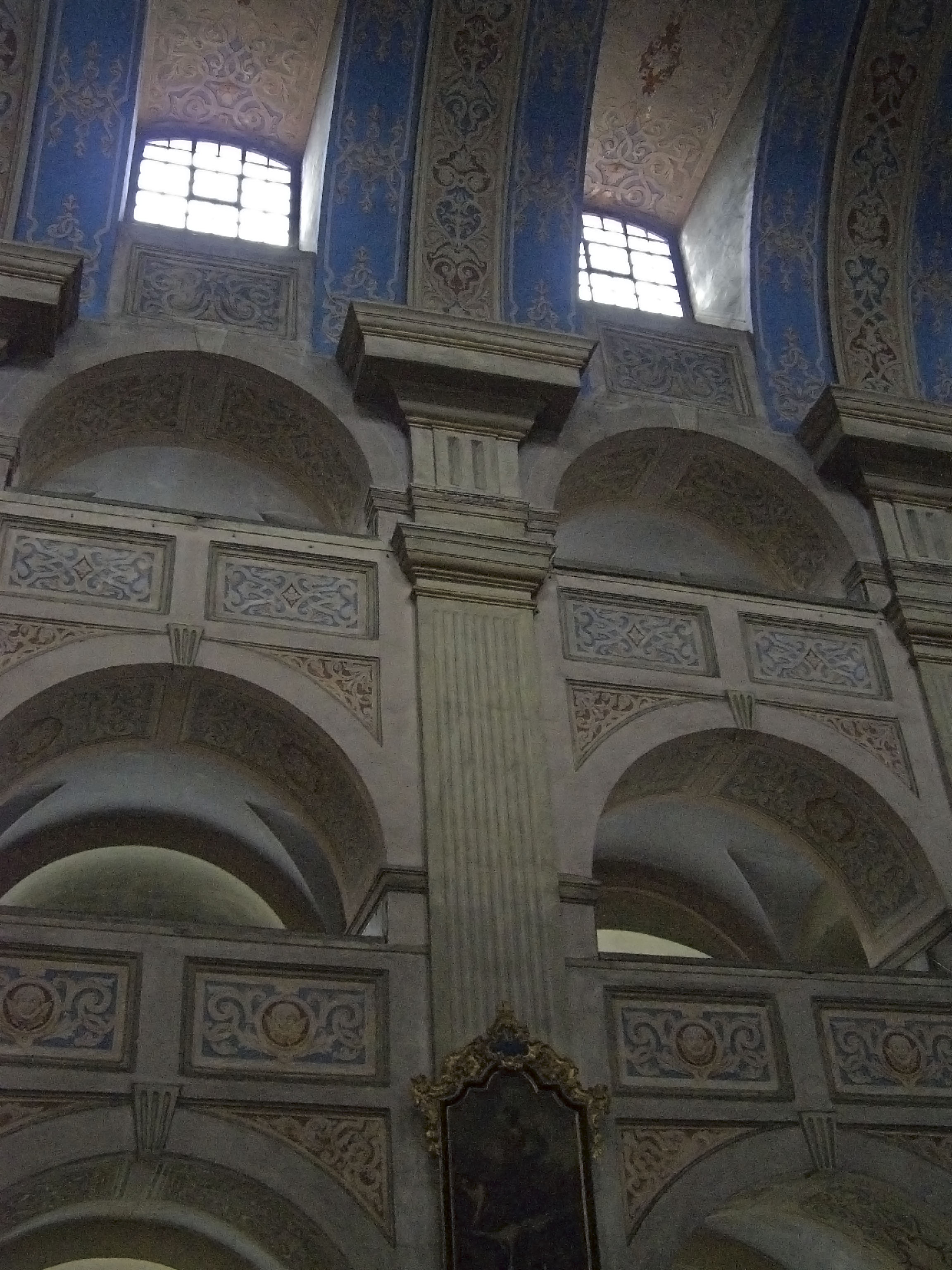
Detail